# Atovaquon
Atovaquon ist ein Arzneistoff, der zur oralen Therapie von Protozoen-Erkrankungen, wie der Malaria und der Toxoplasmose sowie der durch den Pilz Pneumocystis jirovecii verursachten Pneumocystis-Pneumonie (PCP) und der durch Zeckenbiss übertragenen Babesiose, eingesetzt wird.
Sein Wirkmechanismus beruht auf einer durch Strukturanalogie zu Ubichinon (Coenzym Q) bedingten Störung des Cytochrom-bc1-Komplex des Krankheitserregers.

## Geschichte
Atovaquon wurde bei den Wellcome Research Laboratories ausgehend von Lapinon entwickelt und 1983 vorgestellt.

## Eigenschaften
Atovaquon ist ein gelblicher, kristalliner Feststoff, der in drei polymorphen Formen auftreten kann. Form I zeigt beim Aufheizen bei 197 °C eine enantiotrope Umwandlung in die Form III. Ein ähnliches Verhalten zeigt die Form II, welche sich schon bei 169 °C enantiotrop in Form III umwandelt. Form III zeigt bis zum Schmelzpunkt bei 222 °C keine Festphasenumwandlung. Die Schmelzenthalpie beträgt 35 kJ·mol−1. Die Formen I und II stehen monotrop zueinander. Bei Raumtemperatur ist die Form I die thermodynamisch stabile Form. Alle drei Formen können mittels einer Lösungsmittelkristallisation gewonnen werden. Die Formen I und III bilden beide ein monoklines Kristallsystem; beide kristallisieren in Raumgruppe P21/c (Raumgruppen-Nr. 14), haben jedoch unterschiedliche Kristallstrukturen.
Die mittlere inhibitorische Konzentration (IC50) gegenüber Pneumocystis sp. beträgt in vitro ebenso wie im Tiermodell 0,5 bis 8 µg/ml.

## Medizinische Anwendung
Atovaquon wird von der Firma GlaxoSmithKline als Monotherapeutikum unter dem Markennamen Wellvone zur  Behandlung von milden bis mäßig schweren Formen der Pneumocystis-Pneumonie und in Kombination mit Proguanil unter dem Markennamen Malarone zur Chemoprophylaxe und Therapie der Malaria angeboten. Malarone ist in den USA das häufigste Malaria-Prophylaktikum.
Als häufigste Nebenwirkungen wurden Übelkeit, Hautausschlag und Juckreiz beobachtet, die bei mehr als 1 von 10 Behandelten beobachtet wurden; ferner Durchfall und Erbrechen, Kopfschmerzen und Schlaflosigkeit.
Atovaquon ist stark lipophil, nur gering wasserlöslich und wird nahezu vollständig an Plasmaproteine gebunden. Die Bioverfügbarkeit ist dosisabhängig und zeigt von Patient zu Patient eine große Variabilität. Bei gleichzeitiger Einnahme mit einer fettreichen Mahlzeit ist die Bioverfügbarkeit um das Zwei- bis Dreifache erhöht im Vergleich zur Einnahme im nüchternen Zustand. Die Eliminationshalbwertszeit beträgt 2 bis 3 Tage. Die Ausscheidung erfolgt weitgehend unverändert (unmetabolisiert) mit dem Stuhl.

## Synthese

### Ursprüngliche Synthese
Die ursprüngliche Synthese mit nur geringer Ausbeute von Atovaquon startet mit einer Friedel-Crafts-Acylierung von Chlorbenzol mittels Acetylchlorid in Gegenwart von Cyclohexen. Das resultierende Chlorphenylcyclohexylmethylketon wird mit Brom zur substituierten Cyclohexancarbonsäure oxydiert. Im dritten Schritt erfolgt eine oxidative Kupplung mit 2-Chlor-1,4-naphthochinon. Das Zielmolekül wird durch die anschließende Hydrolyse mit methanolischer Natronlauge erhalten.

Ursprüngliche Synthese von Atovaquon

### Aktueller Syntheseweg

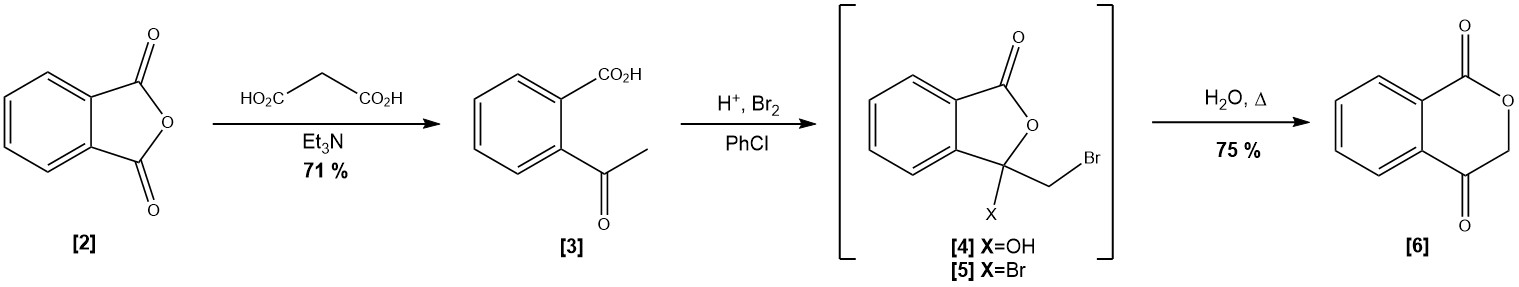
Synthese von 1,4-Isochromandion ausgehend von Phthalsäureanhydrid

Inzwischen sind weitere Syntheserouten bekannt, die sich durch höhere Ausbeuten, geringere Materialkosten und eine verbesserte Nachhaltigkeit auszeichnen. Atovaquon [1] kann beispielsweise durch eine Reaktion von 1,4-Isochromandion [6] und 4-(4-Chlorophenyl)cyclohexan-1-carbaldehyd [9] gewonnen werden. Die Synthese von 1,4-Isochromandion [6] erfolgt hierbei ausgehend von Phthalsäureanhydrid [2], indem das Anhydrid portionsweise mit Malonsäure versetzt und bei einer Temperatur von 80 °C in Triethylamin zur Reaktion gebracht wird. Über eine ringöffnende Acetylierung wird 2-Acetylbenzoesäure [3] erhalten, die im nächsten Schritt einer säurekatalysierten Bromierung in Chlorbenzol unterzogen wird. Der Alkohol [4] entsteht nur in geringem Maß, weshalb das dibromierte Methylphthalid [5] in hoher Selektivität erhalten wird. Durch Zugabe von Wasser und Erhitzen unter Rückfluss wird das Zwischenprodukt in das 1,4-Isochromandion [6] überführt.
4-(4-Chlorophenyl)cyclohexan-1-carbaldehyd [9] wird ausgehend von der 4-(4-Chlorophenyl)cyclohexan-1-carbonsäure [7] hergestellt. In einem ersten Schritt wird die Säure einer Chlorierung mit Oxalylchlorid in Ethylacetat in Anwesenheit von Dimethylformamid unterzogen, wodurch das Säurechlorid [8] erhalten wird. Anschließend erfolgt die Bildung des Aldehyds [9] über die Rosenmund-Reduktion. Anzumerken ist hierbei, dass als Träger des Palladiums Holzkohle verwendet wird.

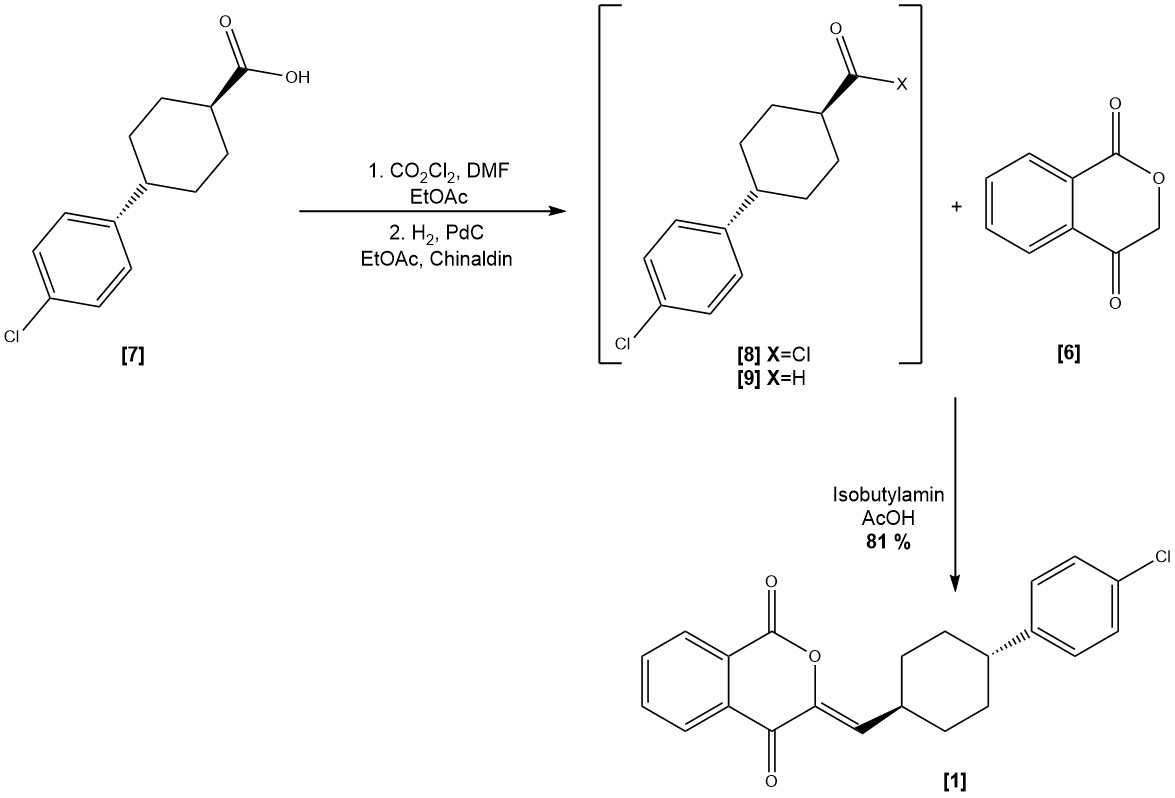
Synthese von 4-(4-Chlorophenyl)cyclohexan-1-carbaldehyd und anschließende Reaktion mit 1,4-Isochromandion zu Atovaquon

Die Reaktion von 4-(4-Chlorophenyl)cyclohexan-1-carbaldehyd [9] und 1,4-Isochromandion [6] in Eisessig in Anwesenheit der Base Isobutylamin führt schließlich zur Bildung von Atovaquon [1].